# Hoya acicularis
Hoya acicularis är en oleanderväxtart som beskrevs av T.Green och Kloppenb.. Hoya acicularis ingår i släktet Hoya och familjen oleanderväxter. Inga underarter finns listade i Catalogue of Life.